# Kościół Matki Bożej z Lourdes w Għajnsielem
Kościół Matki Bożej z Lourdes (malt. Il-Knisja tal-Madonna ta’ Lourdes, ang. Church of the Madonna of Lourdes) – rzymskokatolicki kościół w Għajnsielem na wyspie Gozo, Malta.

Kościół góruje ponad portem Mġarr, zapewniającym regularne promowe połączenie z wyspą Malta.

## Historia
W latach 70. XIX wieku ówczesny biskup Gozo, późniejszy arcybiskup Malty Pietro Pace, po powrocie z pielgrzymki do Lourdes postanowił wybudować świątynię poświęconą Pięknej Pani z Lourdes.

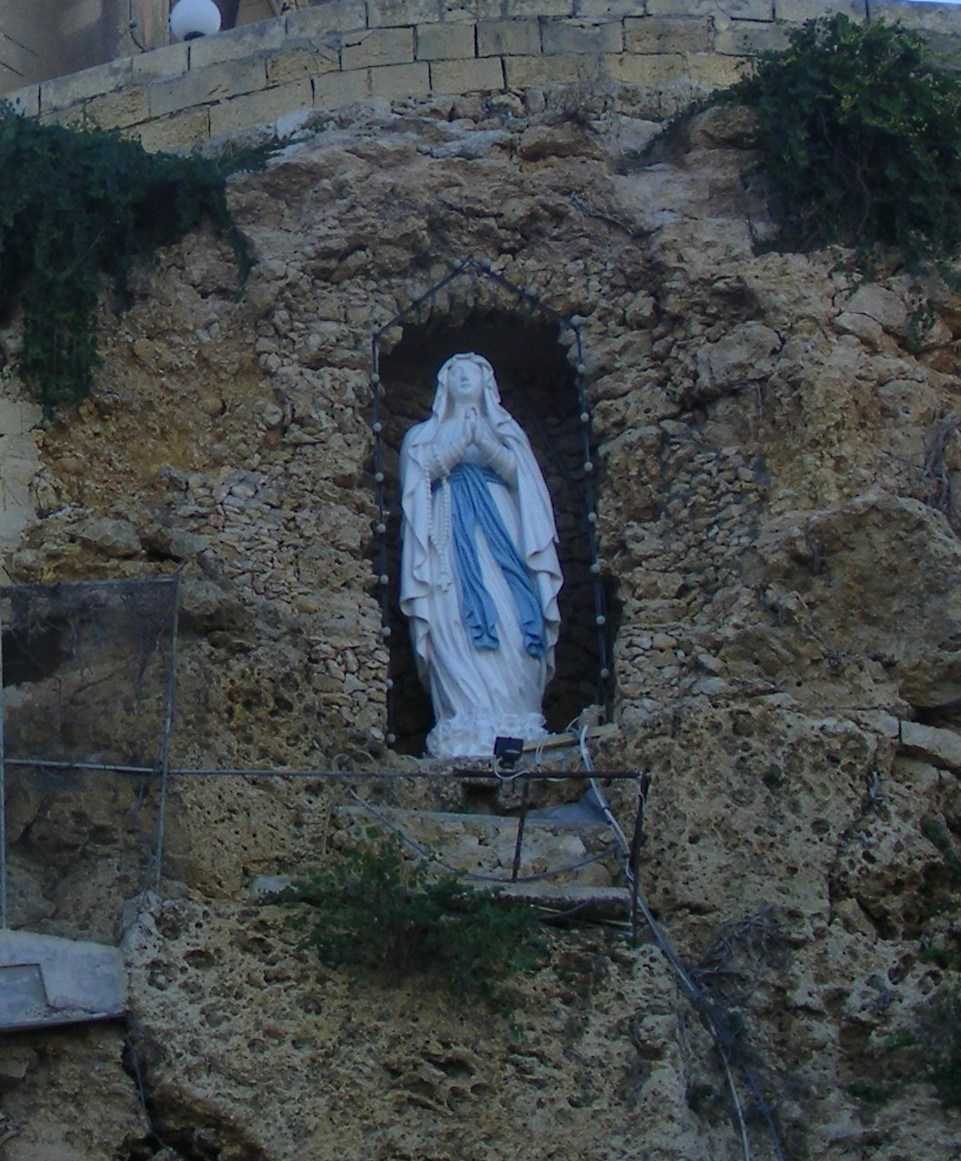
Figura Matki Bożej z Lourdes w niszy poniżej kościoła

 Rozpoczął od ustawienia 25 maja (inne źródła podają 25 marca) 1879 w grocie w stoku wzgórza zwanego tal-Qortin, na którym później stanął kościół, górującego ponad portem Mġarr, dużej kamiennej figury Matki Bożej z Lourdes, dłuta Antonio Basuttiula. Figurę tę poświęcił 3 czerwca 1883.

Ówczesny proboszcz parafii w Għajnsielem ks. Pietru Pawl Galea zakupił 12 listopada 1883 od rządu 68 akrów ziemi na wzgórzu, z przeznaczeniem na budowę na nim kościoła. Wykonawcą projektu świątyni był znany maltański architekt Emanuele Luigi Galizia. Fundusze na budowę świątyni zostały zebrane wśród mieszkańców Gozo. Kamień węgielny położony został 10 czerwca 1888, zaś budowa, prowadzona przez Wiġiego Vellę z Żebbuġ, została zakończona 6 maja 1893. Kościół został pobłogosławiony 27 sierpnia tego samego roku przez biskupa Gozo Giovanniego Marię Camilleriego. Jego konsekracja miała miejsce 17 lutego 1949 (lub 18 lutego 1950). Pierwszym rektorem został ks. Ġużepp Galea Rapa, on też dobudował z tyłu kościoła zakrystię w tym samym neogotyckim stylu. Plany zakrystii wykonał architekt Ugo Mallia.

## Architektura

### Wygląd zewnętrzny

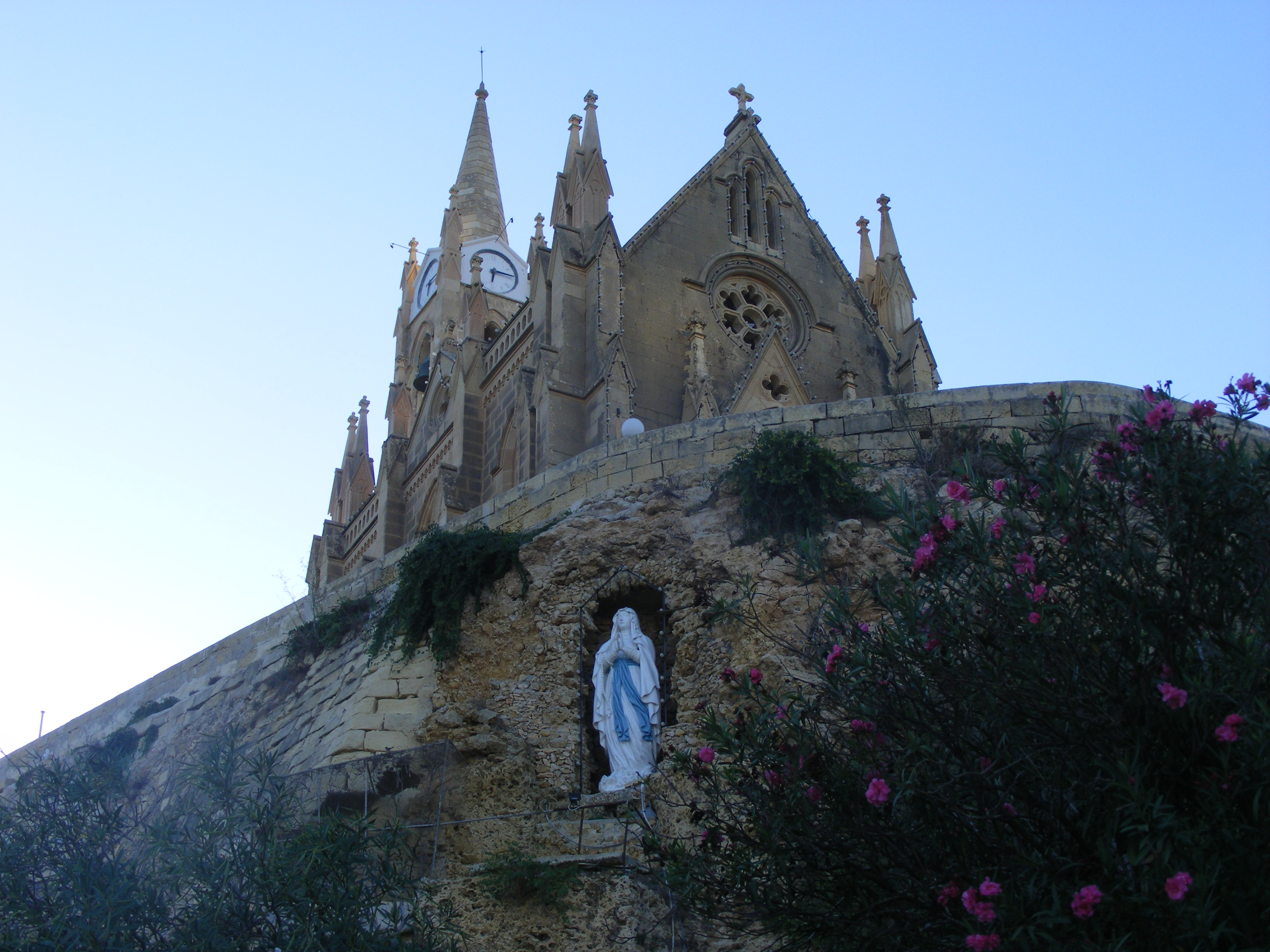
Widok kościoła z Triq L-Lourdes. Widoczna rozeta nad drzwiami, wieża z zegarami i nisza z figurą (na zboczu).

Kościół zbudowany jest w stylu neogotyckim, bardzo popularnym w wiktoriańskiej Anglii w drugiej połowie XIX wieku. Główny portal jest osadzony w dużym lancetowatym łuku z ościeżami po obu stronach, które przechodzą w dwie smukłe iglice. Nad portalem okrągła rozeta, ponad nią znajduje się duży spiczasty trójkątny fronton z trójɗzielnym oknem. Budynek przykryty jest stromym dwuspadowaym dachem, ma lancetowate okna oraz serię przypór zakończonych pinaklami. Na tyłach budynku kwadratowa dzwonnica przykryta jest wysokim smukłym dachem. Na wieży zawieszonych jest pięć dzwonów odlanych w Holandii. Tuż pod iglicą umieszczone są cztery tarcze zegara, podświetlane w nocy. Z tyłu kościoła zakrystia, dobudowana przez pierwszego rektora.

### Wnętrze

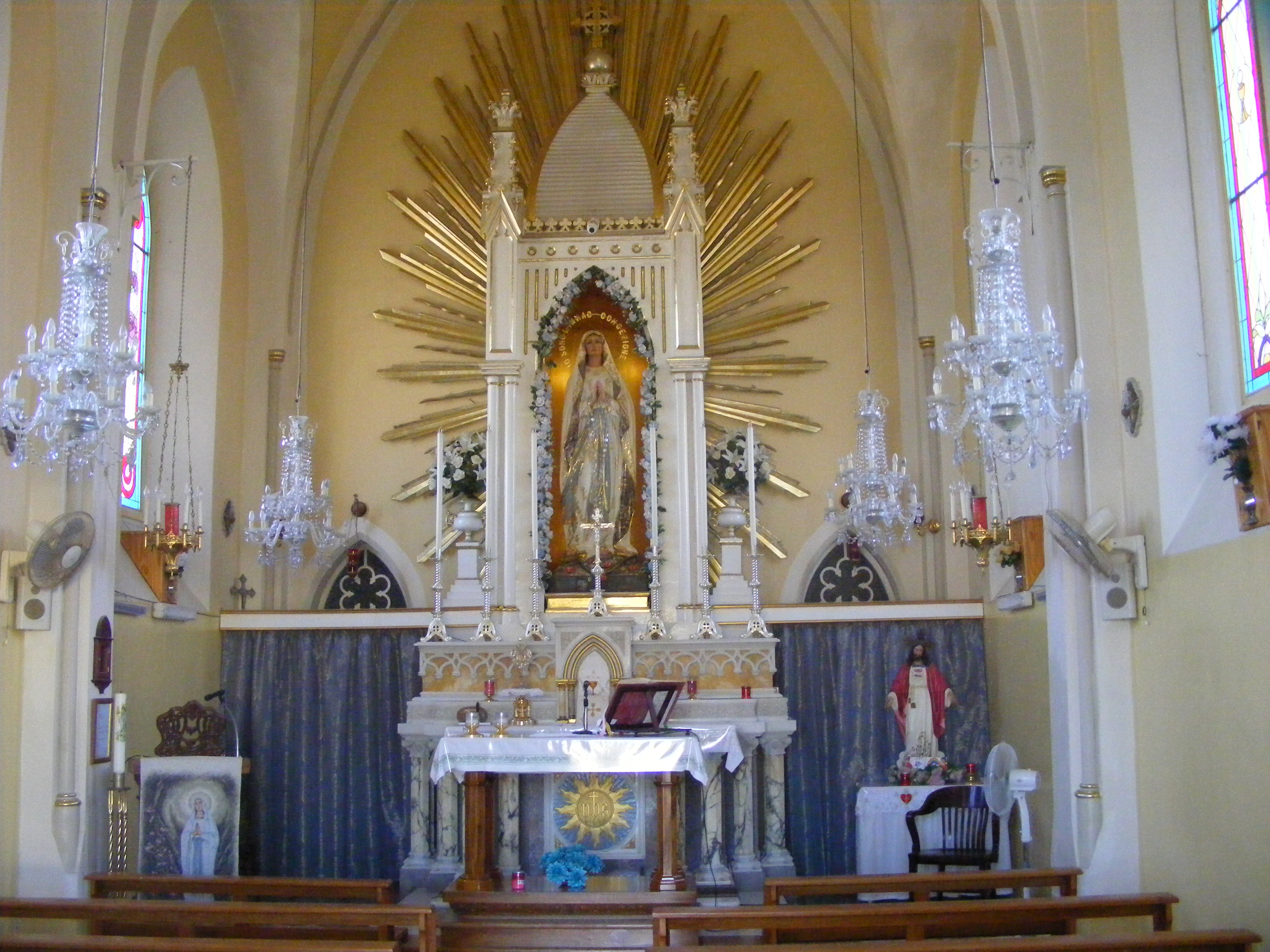
Wnętrze kościoła

Wnętrze kościoła jest dobrze doświetlone, a to z racji dużych okien. Sufit gotycko sklepiony, podzielony na poprzeczne segmenty, podłoga wyłożona marmurowymi płytkami. Ołtarz, wyrzeźbiony z marmuru przez Ġużeppi Spampinato Tabone według projektu Vincenzo Bonello, został poświęcony 27 listopada 1947 przez biskupa Giuseppe Pace. Figura Matki Bożej z Lourdes, wykonana przez maltańskiego rzeźbiarza Karlu Darmanina, została uroczyście ustawiona w ołtarzu i poświęcona 17 września 1893. Za ołtarzem znajduje się wejście do zakrystii.

## Święto patronalne
Święto patronalne obchodzone jest 11 lutego, w rocznicę dnia pierwszego objawienia w Lourdes.

## Ochrona dziedzictwa kulturowego
Od 27 sierpnia 2012 budynek świątyni umieszczony jest na liście National Inventory of the Cultural Property of the Maltese Islands pod nr. 01074, zaś statua Matki Bożej z Fatimy, usytuowana w niszy u podnóża kościoła - pod nr. 01075.